# Prodosiarcha catadamanta
Prodosiarcha catadamanta är en fjärilsart som beskrevs av Diakonoff 1954. Prodosiarcha catadamanta ingår i släktet Prodosiarcha och familjen stävmalar. Inga underarter finns listade i Catalogue of Life.